# Coppa del Mondo di biathlon 2016
La Coppa del Mondo di biathlon 2016 è stata la trentanovesima edizione della manifestazione organizzata dall'Unione Internazionale Biathlon; è iniziata il 29 novembre 2015 a Östersund, in Svezia, e si è conclusa il 19 marzo 2016 a Chanty-Mansijsk, in Russia. Nel corso della stagione si sono tenuti a Oslo Holmenkollen i Campionati mondiali di biathlon 2016, validi anche ai fini della Coppa del Mondo, il cui calendario non ha dunque contemplato interruzioni. Sia in campo maschile sia in campo femminile sono state disputate 30 delle 31 gare in programma (25 individuali, 5 a squadre), in 10 diverse località.
In campo maschile il francese Martin Fourcade si è aggiudicato sia la coppa di cristallo, il trofeo assegnato al vincitore della classifica generale, sia tutte le Coppe di specialità; Fourcade era il detentore uscente della Coppa generale.
In campo femminile la ceca Gabriela Soukalová si è aggiudicata sia la coppa di cristallo, il trofeo assegnato alla vincitrice della classifica generale, sia le Coppe di sprint, di inseguimento e partenza in linea; l'italiana Dorothea Wierer ha vinto la Coppa di individuale. La bielorussa Dar″ja Domračava era la detentrice uscente della Coppa generale.
Le staffette miste sono state cinque, disputate in tre diverse località.

## Uomini

### Risultati
| Data                                 | Località          | Nazione     | Spec. | Primo                                                                            | Secondo                                                                              | Terzo                                                                                      |
| ------------------------------------ | ----------------- | ----------- | ----- | -------------------------------------------------------------------------------- | ------------------------------------------------------------------------------------ | ------------------------------------------------------------------------------------------ |
| 2 dicembre 2015                      | Östersund         | Svezia      | IN    | Ole Einar Bjørndalen                                                             | Simon Schempp                                                                        | Aleksej Volkov                                                                             |
| 5 dicembre 2015                      | Östersund         | Svezia      | SP    | Martin Fourcade                                                                  | Arnd Peiffer                                                                         | Ole Einar Bjørndalen                                                                       |
| 6 dicembre 2015                      | Östersund         | Svezia      | PU    | Martin Fourcade                                                                  | Arnd Peiffer                                                                         | Quentin Fillon Maillet                                                                     |
| 11 dicembre 2015                     | Hochfilzen        | Austria     | SP    | Simon Schempp                                                                    | Martin Fourcade                                                                      | Tarjei Bø                                                                                  |
| 12 dicembre 2015                     | Hochfilzen        | Austria     | PU    | Martin Fourcade                                                                  | Simon Schempp                                                                        | Anton Šipulin                                                                              |
| 13 dicembre 2015                     | Hochfilzen        | Austria     | RL    | Russia Aleksej Volkov Evgenij Garaničev Dmitrij Malyško Anton Šipulin            | Norvegia Henrik L'Abée-Lund Johannes Thingnes Bø Tarjei Bø Emil Hegle Svendsen       | Francia Simon Fourcade Quentin Fillon Maillet Simon Desthieux Martin Fourcade              |
| 17 dicembre 2015                     | Pokljuka          | Slovenia    | SP    | Simon Schempp                                                                    | Ole Einar Bjørndalen                                                                 | Evgenij Garaničev                                                                          |
| 19 dicembre 2015                     | Pokljuka          | Slovenia    | PU    | Simon Schempp                                                                    | Martin Fourcade                                                                      | Anton Šipulin                                                                              |
| 20 dicembre 2015                     | Pokljuka          | Slovenia    | MS    | Jean-Guillaume Béatrix                                                           | Emil Hegle Svendsen                                                                  | Ole Einar Bjørndalen                                                                       |
| 8 gennaio 2016                       | Ruhpolding        | Germania    | SP    | Johannes Thingnes Bø                                                             | Tarjei Bø                                                                            | Emil Hegle Svendsen                                                                        |
| 9 gennaio 2016                       | Ruhpolding        | Germania    | PU    | Simon Eder                                                                       | Martin Fourcade                                                                      | Michal Šlesingr                                                                            |
| 10 gennaio 2016                      | Ruhpolding        | Germania    | MS    | Martin Fourcade                                                                  | Ondřej Moravec                                                                       | Tarjei Bø                                                                                  |
| 13 gennaio 2016                      | Ruhpolding        | Germania    | IN    | Martin Fourcade                                                                  | Simon Eder                                                                           | Anton Šipulin                                                                              |
| 15 gennaio 2016                      | Ruhpolding        | Germania    | RL    | Norvegia Ole Einar Bjørndalen Johannes Thingnes Bø Tarjei Bø Emil Hegle Svendsen | Russia Aleksej Volkov Evgenij Garaničev Maksim Cvetkov Anton Šipulin                 | Austria Sven Grossegger Julian Eberhard Simon Eder Dominik Landertinger                    |
| 16 gennaio 2016                      | Ruhpolding        | Germania    | MS    | Erik Lesser                                                                      | Martin Fourcade                                                                      | Evgenij Garaničev                                                                          |
| 22 gennaio 2016                      | Anterselva        | Italia      | SP    | Simon Schempp                                                                    | Maksim Cvetkov                                                                       | Tarjei Bø                                                                                  |
| 23 gennaio 2016                      | Anterselva        | Italia      | PU    | Anton Šipulin                                                                    | Simon Schempp                                                                        | Johannes Thingnes Bø                                                                       |
| 24 gennaio 2016                      | Anterselva        | Italia      | RL    | Russia Maksim Cvetkov Evgenij Garaničev Dmitrij Malyško Anton Šipulin            | Germania Erik Lesser Benedikt Doll Arnd Peiffer Simon Schempp                        | Norvegia Ole Einar Bjørndalen Lars Helge Birkeland Johannes Thingnes Bø Erlend Bjøntegaard |
| 4 febbraio 2016                      | Canmore           | Canada      | SP    | Martin Fourcade                                                                  | Anton Šipulin                                                                        | Simon Schempp                                                                              |
| 6 febbraio 2016                      | Canmore           | Canada      | MS    | Dominik Windisch                                                                 | Benedikt Doll                                                                        | Quentin Fillon Maillet                                                                     |
| 11 febbraio 2016                     | Presque Isle      | Stati Uniti | SP    | Johannes Thingnes Bø                                                             | Anton Šipulin                                                                        | Martin Fourcade                                                                            |
| 12 febbraio 2016                     | Presque Isle      | Stati Uniti | PU    | Martin Fourcade                                                                  | Johannes Thingnes Bø                                                                 | Anton Šipulin                                                                              |
| 13 febbraio 2016                     | Presque Isle      | Stati Uniti | RL    | Norvegia Lars Helge Birkeland Erlend Bjøntegaard Johannes Thingnes Bø Tarjei Bø  | Francia Simon Fourcade Quentin Fillon Maillet Simon Desthieux Jean-Guillaume Béatrix | Germania Erik Lesser Andreas Birnbacher Daniel Böhm Benedikt Doll                          |
| Campionati mondiali di biathlon 2016 |                   |             |       |                                                                                  |                                                                                      |                                                                                            |
| 5 marzo 2016                         | Oslo Holmenkollen | Norvegia    | SP    | Martin Fourcade                                                                  | Ole Einar Bjørndalen                                                                 | Serhij Semenov                                                                             |
| 6 marzo 2016                         | Oslo Holmenkollen | Norvegia    | PU    | Martin Fourcade                                                                  | Ole Einar Bjørndalen                                                                 | Emil Hegle Svendsen                                                                        |
| 10 marzo 2016                        | Oslo Holmenkollen | Norvegia    | IN    | Martin Fourcade                                                                  | Dominik Landertinger                                                                 | Simon Eder                                                                                 |
| 12 marzo 2016                        | Oslo Holmenkollen | Norvegia    | RL    | Norvegia Ole Einar Bjørndalen Tarjei Bø Johannes Thingnes Bø Emil Hegle Svendsen | Germania Erik Lesser Benedikt Doll Arnd Peiffer Simon Schempp                        | Canada Christian Gow Nathan Smith Scott Gow Brendan Green                                  |
| 13 marzo 2016                        | Oslo Holmenkollen | Norvegia    | MS    | Johannes Thingnes Bø                                                             | Martin Fourcade                                                                      | Ole Einar Bjørndalen                                                                       |
| 18 marzo 2016                        | Chanty-Mansijsk   | Russia      | SP    | Julian Eberhard                                                                  | Simon Schempp                                                                        | Arnd Peiffer                                                                               |
| 19 marzo 2016                        | Chanty-Mansijsk   | Russia      | PU    | Simon Schempp                                                                    | Johannes Thingnes Bø                                                                 | Erik Lesser                                                                                |
| 20 marzo 2016                        | Chanty-Mansijsk   | Russia      | MS    | annullata                                                                        | annullata                                                                            | annullata                                                                                  |

Legenda:

IN = individuale (20 km)

SP = sprint (10 km)

PU = inseguimento (12,5 km)

MS = partenza in linea (15 km)

RL = staffetta (4x7,5 km)

### Classifiche

#### Generale
| Pos. | Nome                 | Nazione  | Punti |
| ---- | -------------------- | -------- | ----- |
| 1    | Martin Fourcade      | Francia  | 1152  |
| 2    | Johannes Thingnes Bø | Norvegia | 820   |
| 3    | Anton Šipulin        | Russia   | 806   |
| 4    | Simon Schempp        | Germania | 769   |
| 5    | Simon Eder           | Austria  | 714   |
| 6    | Tarjei Bø            | Norvegia | 708   |
| 7    | Evgenij Garaničev    | Russia   | 659   |
| 8    | Benedikt Doll        | Germania | 602   |
| 9    | Dominik Landertinger | Austria  | 600   |
| 10   | Emil Hegle Svendsen  | Norvegia | 595   |

#### Sprint
| Pos. | Nome                 | Nazione  | Punti |
| ---- | -------------------- | -------- | ----- |
| 1    | Martin Fourcade      | Francia  | 379   |
| 2    | Simon Schempp        | Germania | 316   |
| 3    | Johannes Thingnes Bø | Norvegia | 298   |
| 4    | Arnd Peiffer         | Germania | 262   |
| 5    | Anton Šipulin        | Russia   | 251   |

#### Inseguimento
| Pos. | Nome                 | Nazione  | Punti |
| ---- | -------------------- | -------- | ----- |
| 1    | Martin Fourcade      | Francia  | 391   |
| 2    | Anton Šipulin        | Russia   | 300   |
| 3    | Johannes Thingnes Bø | Norvegia | 278   |
| 4    | Tarjei Bø            | Norvegia | 267   |
| 5    | Simon Eder           | Austria  | 254   |

#### Partenza in linea
| Pos. | Nome                   | Nazione  | Punti |
| ---- | ---------------------- | -------- | ----- |
| 1    | Martin Fourcade        | Francia  | 242   |
| 2    | Quentin Fillon Maillet | Francia  | 162   |
| 3    | Anton Šipulin          | Russia   | 155   |
| 4    | Johannes Thingnes Bø   | Norvegia | 154   |
| 5    | Evgenij Garaničev      | Russia   | 153   |

#### Individuale
| Pos. | Nome                 | Nazione  | Punti |
| ---- | -------------------- | -------- | ----- |
| 1    | Martin Fourcade      | Francia  | 140   |
| 2    | Simon Eder           | Austria  | 138   |
| 3    | Dominik Landertinger | Austria  | 105   |
| 4    | Anton Šipulin        | Russia   | 100   |
| 5    | Johannes Thingnes Bø | Norvegia | 90    |

#### Staffetta
| Pos. | Nazione  | Punti |
| ---- | -------- | ----- |
| 1    | Norvegia | 282   |
| 2    | Russia   | 255   |
| 3    | Germania | 236   |
| 4    | Francia  | 217   |
| 5    | Austria  | 209   |

#### Nazioni
| Pos. | Nazione  | Punti |
| ---- | -------- | ----- |
| 1    | Norvegia | 7808  |
| 2    | Germania | 7518  |
| 3    | Russia   | 7178  |
| 4    | Francia  | 7113  |
| 5    | Austria  | 6795  |

## Donne

### Risultati
| Data                                 | Località          | Nazione     | Spec. | Primo                                                                           | Secondo                                                                         | Terzo                                                                              |
| ------------------------------------ | ----------------- | ----------- | ----- | ------------------------------------------------------------------------------- | ------------------------------------------------------------------------------- | ---------------------------------------------------------------------------------- |
| 3 dicembre 2015                      | Östersund         | Svezia      | IN    | Dorothea Wierer                                                                 | Marie Dorin                                                                     | Olena Pidhrušna                                                                    |
| 5 dicembre 2015                      | Östersund         | Svezia      | SP    | Gabriela Soukalová                                                              | Federica Sanfilippo                                                             | Olena Pidhrušna                                                                    |
| 6 dicembre 2015                      | Östersund         | Svezia      | PU    | Kaisa Mäkäräinen                                                                | Dorothea Wierer                                                                 | Franziska Hildebrand                                                               |
| 11 dicembre 2015                     | Hochfilzen        | Austria     | SP    | Franziska Hildebrand                                                            | Maren Hammerschmidt                                                             | Miriam Gössner                                                                     |
| 12 dicembre 2015                     | Hochfilzen        | Austria     | PU    | Laura Dahlmeier                                                                 | Maren Hammerschmidt                                                             | Gabriela Soukalová                                                                 |
| 13 dicembre 2015                     | Hochfilzen        | Austria     | RL    | Italia Lisa Vittozzi Karin Oberhofer Federica Sanfilippo Dorothea Wierer        | Germania Franziska Hildebrand Maren Hammerschmidt Vanessa Hinz Franziska Preuß  | Ucraina Julija Džyma Ol'ga Abramova Valentyna Semerenko Olena Pidhrušna            |
| 18 dicembre 2015                     | Pokljuka          | Slovenia    | SP    | Marie Dorin                                                                     | Laura Dahlmeier                                                                 | Franziska Hildebrand                                                               |
| 19 dicembre 2015                     | Pokljuka          | Slovenia    | PU    | Laura Dahlmeier                                                                 | Marie Dorin                                                                     | Kaisa Mäkäräinen                                                                   |
| 20 dicembre 2015                     | Pokljuka          | Slovenia    | MS    | Kaisa Mäkäräinen                                                                | Gabriela Soukalová                                                              | Ol'ga Podčufarova                                                                  |
| 8 gennaio 2016                       | Ruhpolding        | Germania    | SP    | Franziska Hildebrand                                                            | Gabriela Soukalová                                                              | Kaisa Mäkäräinen                                                                   |
| 9 gennaio 2016                       | Ruhpolding        | Germania    | PU    | Laura Dahlmeier                                                                 | Gabriela Soukalová                                                              | Dorothea Wierer                                                                    |
| 10 gennaio 2016                      | Ruhpolding        | Germania    | MS    | Laura Dahlmeier                                                                 | Marie Dorin                                                                     | Tiril Eckhoff                                                                      |
| 14 gennaio 2016                      | Ruhpolding        | Germania    | IN    | Dorothea Wierer                                                                 | Kaisa Mäkäräinen                                                                | Gabriela Soukalová                                                                 |
| 16 gennaio 2016                      | Ruhpolding        | Germania    | MS    | Gabriela Soukalová                                                              | Franziska Hildebrand                                                            | Laura Dahlmeier                                                                    |
| 17 gennaio 2016                      | Ruhpolding        | Germania    | RL    | Ucraina Iryna Varvynec' Julija Džyma Valentyna Semerenko Olena Pidhrušna        | Germania Karolin Horchler Miriam Gössner Maren Hammerschmidt Laura Dahlmeier    | Italia Lisa Vittozzi Karin Oberhofer Alexia Runggaldier Dorothea Wierer            |
| 21 gennaio 2016                      | Anterselva        | Italia      | SP    | Ol'ga Podčufarova                                                               | Dorothea Wierer                                                                 | Ekaterina Jurlova                                                                  |
| 23 gennaio 2016                      | Anterselva        | Italia      | PU    | Ekaterina Jurlova                                                               | Selina Gasparin                                                                 | Dorothea Wierer                                                                    |
| 24 gennaio 2016                      | Anterselva        | Italia      | RL    | Francia Justine Braisaz Anaïs Bescond Anaïs Chevalier Marie Dorin               | Rep. Ceca Eva Puskarčíková Lucie Charvátová Gabriela Soukalová Veronika Vítková | Russia Ekaterina Šumilova Anastasija Zagorujko Ekaterina Jurlova Ol'ga Podčufarova |
| 5 febbraio 2016                      | Canmore           | Canada      | SP    | Olena Pidhrušna                                                                 | Krystyna Pałka                                                                  | Dorothea Wierer                                                                    |
| 6 febbraio 2016                      | Canmore           | Canada      | MS    | Dorothea Wierer                                                                 | Marie Dorin                                                                     | Gabriela Soukalová                                                                 |
| 11 febbraio 2016                     | Presque Isle      | Stati Uniti | SP    | Gabriela Soukalová                                                              | Susan Dunklee                                                                   | Krystyna Pałka                                                                     |
| 12 febbraio 2016                     | Presque Isle      | Stati Uniti | PU    | Gabriela Soukalová                                                              | Kaisa Mäkäräinen                                                                | Marie Dorin                                                                        |
| 14 febbraio 2016                     | Presque Isle      | Stati Uniti | RL    | Rep. Ceca Eva Puskarčíková Lucie Charvátová Gabriela Soukalová Veronika Vítková | Ucraina Iryna Varvynec' Natal'ja Burdyga Julija Džyma Olena Pidhrušna           | Germania Franziska Preuß Luise Kummer Miriam Gössner Karolin Horchler              |
| Campionati mondiali di biathlon 2016 |                   |             |       |                                                                                 |                                                                                 |                                                                                    |
| 5 marzo 2016                         | Oslo Holmenkollen | Norvegia    | SP    | Tiril Eckhoff                                                                   | Marie Dorin                                                                     | Laura Dahlmeier                                                                    |
| 6 marzo 2016                         | Oslo Holmenkollen | Norvegia    | PU    | Laura Dahlmeier                                                                 | Dorothea Wierer                                                                 | Marie Dorin                                                                        |
| 9 marzo 2016                         | Oslo Holmenkollen | Norvegia    | IN    | Marie Dorin                                                                     | Anaïs Bescond                                                                   | Laura Dahlmeier                                                                    |
| 11 marzo 2016                        | Oslo Holmenkollen | Norvegia    | RL    | Norvegia Synnøve Solemdal Fanny Horn Tiril Eckhoff Marte Olsbu                  | Francia Justine Braisaz Anaïs Bescond Anaïs Chevalier Marie Dorin               | Germania Franziska Preuß Franziska Hildebrand Maren Hammerschmidt Laura Dahlmeier  |
| 13 marzo 2016                        | Oslo Holmenkollen | Norvegia    | MS    | Marie Dorin                                                                     | Laura Dahlmeier                                                                 | Kaisa Mäkäräinen                                                                   |
| 17 marzo 2016                        | Chanty-Mansijsk   | Russia      | SP    | Kaisa Mäkäräinen                                                                | Gabriela Soukalová                                                              | Marte Olsbu                                                                        |
| 19 marzo 2016                        | Chanty-Mansijsk   | Russia      | PU    | Kaisa Mäkäräinen                                                                | Marie Dorin                                                                     | Dorothea Wierer                                                                    |
| 20 marzo 2016                        | Chanty-Mansijsk   | Russia      | MS    | annullata                                                                       | annullata                                                                       | annullata                                                                          |

Legenda:

IN = individuale (15 km)

SP = sprint (7,5 km)

PU = inseguimento (10 km)

MS = partenza in linea (12,5 km)

RL = staffetta (4x6 km)

### Classifiche

#### Generale
| Pos. | Nome                 | Nazione   | Punti |
| ---- | -------------------- | --------- | ----- |
| 1    | Gabriela Soukalová   | Rep. Ceca | 1106  |
| 2    | Marie Dorin          | Francia   | 1043  |
| 3    | Dorothea Wierer      | Italia    | 965   |
| 4    | Kaisa Mäkäräinen     | Finlandia | 905   |
| 5    | Franziska Hildebrand | Germania  | 793   |
| 6    | Laura Dahlmeier      | Germania  | 786   |
| 7    | Olena Pidhrušna      | Ucraina   | 754   |
| 8    | Veronika Vítková     | Rep. Ceca | 703   |
| 9    | Anaïs Bescond        | Francia   | 666   |
| 10   | Krystyna Pałka       | Polonia   | 566   |

#### Sprint
| Pos. | Nome               | Nazione   | Punti |
| ---- | ------------------ | --------- | ----- |
| 1    | Gabriela Soukalová | Rep. Ceca | 413   |
| 2    | Marie Dorin        | Francia   | 336   |
| 3    | Dorothea Wierer    | Italia    | 327   |
| 4    | Kaisa Mäkäräinen   | Finlandia | 309   |
| 5    | Olena Pidhrušna    | Ucraina   | 299   |

#### Inseguimento
| Pos. | Nome               | Nazione   | Punti |
| ---- | ------------------ | --------- | ----- |
| 1    | Gabriela Soukalová | Rep. Ceca | 354   |
| 2    | Dorothea Wierer    | Italia    | 348   |
| 3    | Marie Dorin        | Francia   | 331   |
| 4    | Kaisa Mäkäräinen   | Finlandia | 324   |
| 5    | Laura Dahlmeier    | Germania  | 265   |

#### Partenza in linea
| Pos. | Nome                 | Nazione   | Punti |
| ---- | -------------------- | --------- | ----- |
| 1    | Gabriela Soukalová   | Rep. Ceca | 241   |
| 2    | Marie Dorin          | Francia   | 236   |
| 3    | Laura Dahlmeier      | Germania  | 228   |
| 4    | Kaisa Mäkäräinen     | Finlandia | 179   |
| 5    | Franziska Hildebrand | Germania  | 169   |

#### Individuale
| Pos. | Nome                 | Nazione   | Punti |
| ---- | -------------------- | --------- | ----- |
| 1    | Dorothea Wierer      | Italia    | 154   |
| 2    | Marie Dorin          | Francia   | 152   |
| 3    | Gabriela Soukalová   | Rep. Ceca | 128   |
| 4    | Franziska Hildebrand | Germania  | 112   |
| 5    | Anaïs Bescond        | Francia   | 107   |

#### Staffetta
| Pos. | Nazione   | Punti |
| ---- | --------- | ----- |
| 1    | Germania  | 235   |
| 2    | Ucraina   | 234   |
| 3    | Francia   | 228   |
| 4    | Rep. Ceca | 228   |
| 5    | Italia    | 227   |

#### Nazioni
| Pos. | Nazione   | Punti |
| ---- | --------- | ----- |
| 1    | Germania  | 7406  |
| 2    | Francia   | 7176  |
| 3    | Rep. Ceca | 6944  |
| 4    | Italia    | 6822  |
| 5    | Ucraina   | 6803  |

## Misto

### Risultati
| Data             | Località          | Nazione  | Spec. | Primo                                                                    | Secondo                                                                  | Terzo                                                                        |
| ---------------- | ----------------- | -------- | ----- | ------------------------------------------------------------------------ | ------------------------------------------------------------------------ | ---------------------------------------------------------------------------- |
| 29 novembre 2015 | Östersund         | Svezia   | SMX   | Norvegia Kaia Wøien Nicolaisen Lars Helge Birkeland                      | Canada Rosanna Crawford Nathan Smith                                     | Germania Maren Hammerschmidt Daniel Böhm                                     |
| 29 novembre 2015 | Östersund         | Svezia   | MX    | Norvegia Fanny Horn Tiril Eckhoff Johannes Thingnes Bø Tarjei Bø         | Germania Franziska Hildebrand Vanessa Hinz Benedikt Doll Simon Schempp   | Rep. Ceca Veronika Vítková Gabriela Soukalová Michal Šlesingr Ondřej Moravec |
| 7 febbraio 2016  | Canmore           | Canada   | SMX   | Francia Marie Dorin Martin Fourcade                                      | Austria Lisa Hauser Simon Eder                                           | Norvegia Hilde Fenne Lars Helge Birkeland                                    |
| 7 febbraio 2016  | Canmore           | Canada   | MX    | Germania Franziska Hildebrand Franziska Preuß Arnd Peiffer Simon Schempp | Italia Dorothea Wierer Karin Oberhofer Lukas Hofer Dominik Windisch      | Norvegia Marte Olsbu Synnøve Solemdal Alexander Os Håvard Gutubø Bogetveit   |
| 3 marzo 2016     | Oslo Holmenkollen | Norvegia | MX    | Francia Anaïs Bescond Marie Dorin Quentin Fillon Maillet Martin Fourcade | Germania Franziska Preuß Franziska Hildebrand Arnd Peiffer Simon Schempp | Norvegia Marte Olsbu Tiril Eckhoff Johannes Thingnes Bø Tarjei Bø            |

Legenda:

MX = staffetta mista 2x6 km + 2x7,5 km 

SMX = staffetta mista individuale

### Classifiche
| Pos. | Nazione  | Punti |
| ---- | -------- | ----- |
| 1    | Norvegia | 264   |
| 2    | Germania | 252   |
| 3    | Francia  | 223   |
| 4    | Russia   | 191   |
| 5    | Canada   | 183   |